# Terremoto de Colombia de 1970
El terremoto de Colombia de 1970 fue un poderoso sismo de magnitud  8, sucedido el 31 de julio de 1970 en Colombia. Epicentro en el departamento de Amazonas. El seísmo, que se registró a una profundidad de más de 651 km fue sentido en un amplio territorio que cubría tanto el norte de México como Buenos Aires en Argentina. Gracias a la enorme profundidad a la que sucedió el sismo, los daños generados fueron menores aunque este haya llegado a sentirse en tantos lugares. Este evento abrió las puertas a nuevos conceptos en sismología, pues la poca frecuencia con la que ocurren este tipos de seísmos, no permite estudiarlos. Después del Terremoto de Ecuador y Colombia de 1906 y el terremoto de Colombia de 1979, este seísmo es el tercero más fuerte sucedido en Colombia durante todo el siglo XX. Solo una persona quedó herida de forma leve.